# Romuald Żmuda
Romuald Żmuda (ur. 17 kwietnia 1960 we Wrocławiu, zm. 9 lutego 2019) – polski specjalista w zakresie inżynierii i ochrony środowiska, dr hab. inż.

## Życiorys
Syn Witolda i Zofii. W 1991 ukończył studia w zakresie kształtowania środowiska na Akademii Rolniczej we Wrocławiu, natomiast 30 czerwca 1998 uzyskał doktorat za pracę pt. Natężenie erozji wodnej powierzchniowej w małej zlewni rolniczej Wzgórz Trzebnickich na tle wybranych elementów hydrometeorologicznych, a 13 czerwca 2007 uzyskał stopień doktora habilitowanego nauk rolniczych. Pełnił funkcję profesora nadzwyczajnego w Instytucie Kształtowania i Ochrony Środowiska na Wydziale Inżynierii Kształtowania Środowiska i Geodezji Uniwersytetu Przyrodniczego we Wrocławiu oraz członka prezydium Komitetu Nauk Agronomicznych II Wydziału Nauk Biologicznych i Rolniczych Polskiej Akademii Nauk i wiceprezesa Polskiego Towarzystwa Inżynierii Ekologicznej.
Był recenzentem 9 prac habilitacyjnych, jednej pracy doktorskiej i promotorem jednej pracy doktorskiej.
Odznaczony Brązowym (1996) i Srebrnym (2006) Krzyżem Zasługi.